# André Theuriet (rugby à XV)
Pour les articles homonymes, voir André Theuriet (homonymie).

a Compétitions nationales et continentales officielles uniquement.

b Matchs officiels uniquement.
Dernière mise à jour le 26/12/2019.
André Armand Godefroy Theuriet, né le 30 mars 1887 à Lyon et mort le 21 mars 1965 à Paris, est un joueur de rugby à XV international français. Il joue pour le SCUF au poste de demi de mêlée de 1905 à 1930. Il est également champion scolaire et/ou universitaire dans cinq autres disciplines sportives : football, hockey sur gazon, cross-country, 5 000 m (athlétisme) et 1 500 m (natation). Il est le petit-fils du romancier Claude-Adhémar-André Theuriet. 

## Biographie
André Theuriet joue avec le SCUF de 1905 à 1930 avant de jouer pour le club de Neuilly. Il dispute son premier test match le 30 janvier 1909 contre l'Angleterre, et le dernier également contre l'Angleterre le 25 janvier 1913.
Il finit troisième de sa série du 1 500 mètres nage libre aux Jeux olympiques de 1908 à Londres.

## Palmarès
- Finaliste du championnat de France en 1911 et 1913 (capitaine).

## Statistiques en équipe nationale
- Cinq sélections
- Trois Tournois des Cinq Nations disputés : 1910, 1911 et 1913.